# Pilocarpina
La pilocarpina es un medicamento parasimpaticomimético y alcaloide obtenido de las hojas de arbustos tropicales de las Américas pertenecientes al género Pilocarpus. Es un agonista no selectivo de los receptores muscarínicos del sistema nervioso parasimpático, el cual, terapéuticamente, actúa a nivel del receptor muscarínico M3 en especial debido a su aplicación tópica, como en casos de glaucoma y xeroftalmia.

## Farmacología
Su efecto sobre las glándulas sudoríparas y salivales es más intenso que el producido por los demás colinérgicos. La pilocarpina no tiene amina cuaternaria en su estructura, por lo que atraviesa la barrera hematoencefálica. Se absorbe fácilmente y penetra las estructuras oculares. Aumenta el drenaje del humor acuoso del ojo a través del sistema trabecular facilitando su eliminación por el conducto de Schlemm debido a la contracción del músculo ciliar y del esfínter del iris.
Poco se sabe sobre su inactivación. Se elimina por la orina en forma libre o conjugada.

## Usos clínicos
Por más de 100 años, la pilocarpina ha sido usada en la terapia de glaucoma crónico de ángulo abierto y del glaucoma agudo de ángulo cerrado. Actúa en un subtipo de receptor muscarínico de la acetilcolina (M3), el cual se encuentra ubicado en el esfínter del iris, causando que el músculo se contraiga y provoque miosis. Ello causa que la red trabecular se abra y facilite la salida del humor acuoso del ojo y se reduzca la presión intraocular.
En oftalmología, la pilocarpina se usa para reducir la posibilidad de encandilamiento por luces nocturnas en pacientes que hayan tenido implantación de lentes intraoculares. El uso de la pilocarpina reduce el tamaño de las pupilas, aliviando los síntomas de fotofobia en estos casos post-quirúrgicos. La concentración típica de la pilocarpina es su concentración más débil, la del 1%.
La pilocarpina también se usa para aliviar la boca seca (xerostomia), por ejemplo, en casos de efectos secundarios en la terapia de radiación en cánceres de cabeza y cuello. La pilocarpina estimula la secreción de grandes cantidades de saliva y sudor. Por ello, se emplea a la pilocarpina para estimular las glándulas sudoríparas previo a exámenes de sudor que miden la concentración de cloro y sodio excretados en el sudor, en especial para el diagnóstico de fibrosis quística.
La pilocarpina es un eficiente antídoto contra el envenenamiento por atropinas, administrada intravenoso en el auxilio médico especializado.[cita requerida]
Se usa desde 1999 como paliativo temporal para la presbicia.

## Efectos adversos
El uso de pilocarpina puede resultar en un amplio rango de reacciones medicamentosas, la mayoría relacionado con su acción no selectiva como agonista de receptores muscarínicos. Causa excesivo sudor y salivación, broncoespasmo, aumento en la secreción de moco bronquial, bradicardia, hipotensión, malestar y/o dolor ocular cuando se usa como colirio y diarrea. Puede también producir miosis al usarlo crónicamente como colirio. Por ello, los usos beneficiosos terapéuticos de la pilocarpina están limitados por sus efectos adversos.